# Martín Ximena Jurado
Martín Ximena Jurado (Villanueva de Andújar; 17 de junio de 1615-Toledo; 9 de octubre de 1664) fue un eclesiástico e historiador español.

## Biografía
Ordenado sacerdote a los 24 años, sirvió como secretario de Baltasar Moscoso y Sandoval en el tiempo en que este era obispo de Jaén, y acompañándole a la ciudad de Toledo cuando este fue nombrado arzobispo de dicha ciudad.
Dejó escritas varias obras de contenido histórico:
- Collectio opusculorum (inédita);
- Antigüedades del reino de Jaén (manuscrito, 1639);
- Historia o anales del municipio Albense Urgavonense, o villa de Arjona (1643);
- Catálogo de los obispos de las iglesias catedrales de la diócesis de Jaén (1654).